# Davide Ghiotto
Pour les articles homonymes, voir Ghiotto.
Davide Ghiotto, né le 3 décembre 1993 à Vicence, est un patineur de vitesse italien spécialiste du fond.

## Biographie
Davide Ghiotto est le fils du coureur cycliste Federico Ghiotto, compétiteur dans les années 80 et 90. Il a été formé à l'Université de Trente, où il est diplômé en philosophie avec une thèse intitulée Éthique et suicide.
Il commencé sa carrière sportive en roller de vitesse, une discipline pratique depuis l'âge de sept ans. Depuis 2013, il se consacre au patinage de vitesse sur glace avec comme entraîneur par Maurizio Marchetto au club de Noale.
Il remporte la médaille d'or du 5000 et du 10000 mètres aux Universiades d'hiver d'Almaty 2017. Il intègre la sélection italienne aux Jeux olympiques d'hiver de Pyeongchang en 2018 , terminant dix-neuvième au 5000 mètres et douzième au 10 000 mètres.
En 2022, il est médaillé de bronze en poursuite par équipe avec Andrea Giovannini et Michele Malfatti. Aux Jeux de Pékin en 2022, il décroche une médaille de bronze au 10 000 m, terminant la course à 15 secondes du  Suédois Nils van der Poel, détenteur d'un nouveau record du monde.

## Palmarès

### Jeux olympiques
- 2018 à Pyeongchang : 12e sur 10 000 m, 19e sur 5 000 m
- 2022 à Pékin :  médaille de bronze sur 10 000 m, 8e sur 5 000 m

### Championnats du monde
Championnats du monde simple distance de patinage de vitesse
- 2017 à Gangwon: 5e sur 10 000 m
- 2019 à Inzell: 6e sur 10 000 m, 11e sur 5 000 m
- 2021 à Heerenveen: 6e sur 10 000 m, 7e sur 5 000 m

## Records personnels
- 500 m : 38 s 31 (5 mars 2022 à Hamar)
- 1 000 m : 1 min 15 s 36 (22 février 2015 à Inzell)
- 1 500 m : 1 min 46 s 64 (11 décembre 2021 à Calgary)
- 3 000 m : 3 min 39 s 07 (16 octobre 2021 à Inzell)
- 5 000 m : 6 min 04 s 23 (28 janvier 2024 à Salt Lake City)
- 10 000 m : 12 min 38 s 81 (18 février 2024 à Calgary)